# Malsanne
La Malsanne – potok górski w grupie górskiej Écrins we francuskich Alpach Delfinackich, prawobrzeżny dopływ Bonne. Płynie na terenie departamentu Isère. Długość ok. 13 km.
Źródła potoku Malsanne znajdują się w gminie Chantelouve, na terenie Parku Narodowego Écrins, zaś jego dolina prawie w całości wyznacza zachodnią granicę tego Parku.
Malsanne bierze początek na wysokości 2510 m n.p.m. w jeziorze du Vallon położonym u zachodnich podnóży szczytu Le Rochail (3023 m n.p.m.), najdalej na zachód wysuniętego trzytysięcznika grupy Écrins. Płynie początkowo w kierunku zachodnim, po czym koło przysiółka Les Bosses skręca na południe. Jej dolina oddziela tu od głównego zrębu masywu Écrins (na wschodzie) rozległy masyw ze szczytami Grand Armet (2792 m n.p.m.) i Le Coiro (2606 m n.p.m.) na zachodzie. Poniżej Le Périer dolina Malsanne zbacza ku południowemu zachodowi, po czym tuż poniżej miejscowości Entraigues potok ten na wysokości ok. 750 m n.p.m. uchodzi do rzeczki Bonne.